# Герб Марселя
Герб Марсе́ля (фр. Blason de Marseille) — офіційний символ французького міста Марсель.

## Опис
| У срібному полі лазуровий хрест. |
Овальний щит увінчаний золотою міською короною з п'ятьма вежками і оточений барельєфом, на який спираються золотий лев з кадуцеєм та золотий бик, озброєний тризубцем. Під щитом знаходяться два золотих якорі, оповиті срібною стрічкою з девізом чорними літерами «Actibus immensis urbs fulget massiliensis» (лат. Місто Марсель сяє своїми великими вчинками). Під девізною стрічкою — Військовий хрест.
Малий герб Марселя представлений у старому французькому щиті.

## Історія
Синій хрест на білому тлі як символ кораблів хрестоносців, що відбули з Марселю до Палестини (подібно до гербів Тулона та Генуї), з'явився у XII столітті. Вважають, що він також був зображений на гербі Віктора Марсельського. Хибним є твердження, що походження символу пов'язане з гербом Греції, який був затверджений лише в XIX столітті.
На зображеннях герба міста XIV століття щитотримачами виступали янголи.
Офіційного затвердження герб набув указом Кольбера від 10 липня 1699 року.
20 червня 1790 року в ході революції було прийнято декрет, яким скасовувались всі попередні королівські геральдичні символи, в тому числі і герб Марселя. Право на них було відновлене 17 травня 1809 року. У 1811 році Марсель знову отримав герб, до якого додавались зображення триреми на синьо-зеленому та трьох золотих бджіл на червоному тлі.
Після реставрації Бурбонів великий герб міста зі щитотримачами був схвалений грамотою Людовіка XVIII від 25 листопада 1815 року. У 1826 році до нього було додано корону.
В 1941 та 1958 роках було випущено поштові марки із зображенням герба Марселя.
Автор сучасного великого герба — геральдист Робер Луї (1902–1965).

### Історичні девізи
- Sub cujus imperio suma libertas (1660)
- Massilia civitas (1675)
- Massiliam vere victor civesque tuere (1691)
- Fama volat (1704)
- Illustrat quos summa fides (1705)
- Eximia civitas (1816)
- Actibus immensis urbs fulget massiliensis (1883)

## Пояснення символіки
Лазуровий хрест символізує віру та вірність; разом з білим він втілює традиційні кольори марсельської базиліки Нотр-Дам де ла Гард.
Бик символізує терпіння, працю та сільське господарство; тризубець — море та подорожі. Лев є символом сили, могутності та пильності, а кадуцей вказує на торговий характер поселення.